# 王润身 (演员)
王润身（1924年—2007年9月27日），河北雄县人，中国电影表演艺术家，曾在电影《林海雪原》中扮演第一代杨子荣。2005年被中华人民共和国人事部、国家广播电影电视总局评为优秀电影艺术家。